# Komisarz bezpieczeństwa państwowego II rangi
Komisarz bezpieczeństwa państwowego II rangi (ros. комиссар государственной безопасности 2 ранга) – nazwa specjalnego stopnia wyższego korpusu dowódczego w organach bezpieczeństwa państwowego Związku Socjalistycznych Republik Radzieckich – Ludowym Komisariacie Spraw Wewnętrznych ZSRR (NKWD ZSRR) w latach 1935–1945. 
Odpowiadał wojskowemu stopniowi komandarm II rangi, komisarz armii II rangi i fłagman floty II rangi, armwojenjurist, dyrektor milicji; bezpośrednio niższym stopniem był komisarz bezpieczeństwa państwowego III rangi, bezpośrednio wyższym komisarz bezpieczeństwa państwowego I rangi. 
Stopień wprowadzono postanowieniem Centralnego Komitetu Wykonawczego ZSRR i Rady Komisarzy Ludowych ZSRR z 7 października 1935, zniesiono rozporządzeniem Prezydium Rady Najwyższej ZSRR z 6 lipca 1945. 
Stopień komisarza bezpieczeństwa państwowego II rangi otrzymali w pierwszej nominacji 26 listopada 1935 z kierownictwa NKWD: Lew Bielski, Mark Gaj, Siergiej Goglidze, Lew Zalin, Zinowij Kacnelson, Izrail Leplewski, Lew Mironow, Gieorgij Mołczanow, Karl Pauker, Roman Pillar, Abram Słucki i Aleksandr Szanin.
2 lutego 1939 stopień otrzymał Karp Pawłow.
4 lutego 1943 stopień otrzymali:  Wiktor Abakumow,  Bogdan Kobułow, Siergiej Krugłow,  Iwan Sierow i  Wasilij Czernyszow.

## Galeria – oznaki stopnia
1936-1945.
| 1936 | 1936 | 1937–1943 | 1937–1943 | 1943 | 1943–1945 |
| ---- | ---- | --------- | --------- | ---- | --------- |
|      |      |           |           |      |           |